# Buddy Richard
Ricardo Roberto Toro Lavín (Graneros, 21 de setembre de 1943), més conegut com a Buddy Richard, és un cantant xilè. El seu nom artístic està format per Buddy, a causa del cantant Buddy Holly, pioner del rock & roll, i per Richard a causa del seu nom vertader, Ricardo.
L'any 1969 va gravar el disc "Buddy Richard en el Astor", un dels discs en viu més coneguts de la historia en Chile, junt amb l'orquestra de Horacio Saavedra. El concert fou transmès en directe per ràdio i televisió.
L'any 2008 va gravar la cançó "Trátame bien" poc abans de retirar-se. Poc després, el 2010, va rebre el premi a la Trajectòria atorgat per l'Associació de Periodistes d'Espectacles (APES).

## Discografia
- Buddy Richard y sus amigos (1964)
- Buddy Richard en el Astor (1969)[4]
- Quiera Dios (1971)
- Buddy (1974)